# Meryem Bekmez
Meryem Bekmez (* 31. Juli 2000 in Diyarbakır) ist eine türkische Geherin.

## Leben
Meryem Bekmez stammt aus der Stadt Diyarbakır und wuchs im Bezirk Yenişehir auf. Sie wuchs in einer von Armut geprägten Familie auf und wäre, laut Angaben ihres Vaters, wahrscheinlich bereits als Minderjährige verheiratet worden, wäre sie nicht entdeckt worden. Im Alter von 12 Jahren entdeckte Çetin Aslan, ein Trainer des Türkischen Leichtathletikverbandes, ihr Potential und ermöglichte ihr, neben der schulischen, auch eine sportliche Ausbildung. Sie begann zunächst als Läuferin, stieg aber bald auf das Gehen um.

## Sportliche Laufbahn
2015 nahm Bekmez an ihren ersten nationalen Meisterschaften im Jugendbereich teil und konnte in der Altersklasse U18 die Silbermedaille gewinnen. 2016 konnte sie beim Europäischen Geher-Cup in Tschechien in der Altersklasse U18 über 5000 Meter gewinnen. Im Juli nahm sie an den U18-Europameisterschaften in Georgien teil und konnte mit in 22:50,22 min mit nationalem U18-Rekord die Goldmedaille gewinnen. 2017 gewann sie die Goldmedaille bei den Türkischen U20-Hallenmeisterschaften. Im Sommer nahm sie an den U18-Weltmeisterschaften in Nairobi teil und konnte über die 5000-Meter-Distanz die Silbermedaille gewinnen. Nur fünf Tage später ging sie über die doppelte Distanz bei den U20-Europameisterschaften in Grosseto an den Start, bei denen sie die Bronzemedaille gewinnen konnte. 2018 bestritt Bekmez ihre ersten Wettkämpfe über 20 km und konnte sich auf Anhieb für die Europameisterschaften in Berlin qualifizieren. Zuvor trat sie im Juli bei den U20-Weltmeisterschaften in Tampere teil. Dabei stellte sie mit 44:17,69 einen neuen türkischen Nationalrekord über 10.000 Meter auf, womit sie die Silbermedaille gewinnen konnte. Im August trat sie sie dann bei den Europameisterschaften an und stellte mit 1:31:00 h auch über 20 km einen neuen Nationalrekord auf. Insgesamt kam sie auf dem elften Platz ins Ziel. 2019 steigerte Bekmez ihre Bestzeit über 20 km und qualifizierte sich zum ersten Mal für die Weltmeisterschaften. Im Sommer startete sie im Schweden zum zweiten Mal bei den U20-Europameisterschaften und konnte nach der Bronzemedaille 2017, diesmal die Goldmedaille gewinnen. Ende September startete sie bei den Weltmeisterschaften in Doha und erreichte bei ihrer WM-Premiere den 24. Platz.
2020 gewann Bekmez ihren ersten Türkischen Meistertitel bei den Erwachsenen. Im März 2021 stellte sie in Antalya mit 1:28:48 h eine neue Bestzeit über 20 km auf. Später im Sommer trat sie bei den U23-Europameisterschaften in Tallinn an und konnte dort die Goldmedaille gewinnen. Anfang August nahm sie an ihren ersten Olympischen Sommerspielen teil und landete über 20 km auf dem 22. Platz. 2022 nahm sie in den USA zum zweiten Mal an den Weltmeisterschaften teil. Diesmal benötigte sie 1:33:27 h für die 20 km und landete damit auf dem 18. Platz. Einen Monat später trat sie in München ebenfalls zum zweiten Mal bei Europameisterschaften an, kam dort allerdings nicht über Platz 17 hinaus. 2023 siegte Bekmez Anfang August über 20 km bei den World University Games im chinesischen Chengdu. Zwei Wochen später trat sie sogleich direkt wieder bei den Weltmeisterschaften in Budapest an. Den Wettkampf über 20 km konnte sie allerdings nicht beenden.

## Wichtige Wettbewerbe
| Jahr               | Veranstaltung             | Ort                | Platz              | Disziplin          | Zeit               |
| Startet für Türkei | Startet für Türkei        | Startet für Türkei | Startet für Türkei | Startet für Türkei | Startet für Türkei |
| ------------------ | ------------------------- | ------------------ | ------------------ | ------------------ | ------------------ |
| 2016               | U18-Europameisterschaften | Tiflis             | 1.                 | 5000 m Bahngehen   | 22:50,22 min       |
| 2017               | U18-Weltmeisterschaften   | Nairobi            | 2.                 | 5000 m Bahngehen   | 22:32,79 min       |
| 2017               | U20-Europameisterschaften | Grosseto           | 3.                 | 10.000 m Bahngehen | 48:33,88 min       |
| 2018               | U20-Weltmeisterschaften   | Tampere            | 2.                 | 10.000 m Bahngehen | 44:17,69 min       |
| 2018               | Europameisterschaften     | Berlin             | 11.                | 20 km Gehen        | 1:31:00 h          |
| 2019               | U20-Europameisterschaften | Borås              | 1.                 | 10.000 m Bahngehen | 44:44,50 min       |
| 2019               | Weltmeisterschaften       | Doha               | 24.                | 20 km Gehen        | 1:39:36 h          |
| 2021               | U23-Europameisterschaften | Tallinn            | 1.                 | 20 km Gehen        | 1:33:08 h          |
| 2021               | Olympische Spiele         | Tokio              | 22.                | 20 km Gehen        | 1:35:08 h          |
| 2022               | Weltmeisterschaften       | Eugene             | 18.                | 20 km Gehen        | 1:33:27 h          |
| 2022               | Europameisterschaften     | München            | 17.                | 20 km Gehen        | 1:39:30 h          |
| 2023               | World University Games    | Chengdu            | 1.                 | 20 km Gehen        | 1:33:53 h          |
| 2023               | Weltmeisterschaften       | Budapest           |                    | 20 km Gehen        | DNF                |

## Persönliche Bestleistungen
Freiluft
- 5000-m-Bahngehen: 21:35,87 min, 25. Mai 2019, Ankara
- 10.000-m-Bahngehen: 44:11,12 min, 10. Juni 2023, Bursa, (türkischer Rekord)
- 10-km-Gehen: 43:23 min, 6. März 2021, Antalya, (türkischer Rekord)
- 20-km-Gehen: 1:28:48 h, 27. März 2021, Antalya, (türkischer Rekord)

Halle:
- 5000 m Bahngehen: 21:05,56 min, 17. Januar 2021, Istanbul